# 公営バス
公営バス（こうえいバス、英語:public bus）は、地方自治体が経営するバスである。公営交通の一つ。

## 日本の公営バス

### 経営方式
都営・県営バス、市営バス（平成の大合併により生じた新市を除く）のような大規模事業者の場合は公営企業管理者を置き、その下に管轄部局（つまり交通局・交通部など）を配して経営する形態を取っている。
一般社団法人公営交通事業協会の会員であるのはこういった事業者であり、労働者側も全日本自治団体労働組合（自治労）に加盟し、その中で都市公共交通評議会を結成している。
これに対し、町村および平成の大合併による新市の場合、規模が小さいため管理者を置かず、首長が直接経営する方式をとっているところが多い（地方公営企業法では職員数200人未満または車両数150両未満）。
また、複数自治体による一部事務組合が公営企業法を適用されたケース、つまり企業団による経営も存在する。
地方公営企業であるため、収支は一般会計から切り離され、企業会計（独立採算）によって処理される。

### 地方公営企業以外の自治体運営バス
道路運送法第80条に「自家用自動車は、有償で運送の用に供してはならない。ただし、災害のため緊急を要するとき、又は公共の福祉を確保するためやむを得ない場合であつて国土交通大臣の許可を受けたときは、この限りでない。」とある。この但し書きの規定に準拠して運行されるものを自主運行バス（または「80条バス」）という。その大半を自治体が運営している。
また自治体が貸切バスを借り、それを路線バスとして運行する貸切代替バス（いわゆる「21条バス」）も、同様に多数存在していた。
このほか、自治体主体で運営するバスにコミュニティバスがあり大半は自治体が民営会社に運行委託する形態をとっている。
これらのバス事業の収支は行政サービスの一種として地方公共団体の一般会計で処理される。故に、従来の地方公営企業法に準拠する「公営バス」とは別個のものとして扱われる。
なお、80条バスと21条バスについては廃止代替バスを、コミュニティバスについてはそちらを参照。

### 縮小傾向にある公営バス
近年、公営バスの経営悪化が取りざたされている。背景には大都市では新規地下鉄路線の開業による利用者の移行や交通渋滞による定時運行の困難、地方都市ではモータリゼーション（自家用車利用）の拡大により利用者が減少しており、2000年以降、この改善の動きが加速している。
まず、事業を管理委託するケースが増えている。これは車両・施設・路線などは自治体保有のまま、運営だけを他者に委託するものである。従って、車両や施設などの外見はそれまでの公営バスと変わらないが、働く人（運転手など）は公務員でないということになる。
先鞭をつけたのが京都市交通局である。従来から一部路線の民間移管が行われていたが、2000年3月に横大路営業所の一部路線を阪急バスに管理委託したのを皮切りに、京阪バス、近鉄バス、京都バス、エムケイの各社に委託路線を順次拡大、現在では市営バスの約半数がこの形態となっている。
一方で、大阪市交通局は管理部局の外郭団体をバス運行事業者にした上で、路線の管理委託をする方法を2002年に開始し、神戸市交通局、尼崎市交通局などでも同様のケースが生じている。これは、民間事業者での子会社移管・管理委託に近いケースといえる。
なお、現在ではこれらの事業者も民間事業者に対しても管理委託が行われており、例えば大阪市交通局は南海バスに、神戸市交通局は阪急バスおよび神姫バスにそれぞれ一部営業所を管理委託している。
東京都交通局の場合、2003年から一部営業所の運行をはとバスに委託している。はとバスは都内の定期観光バスや首都圏の大手貸切事業者として有名だが、東京都は同社創業以来の大口出資者でもある。上記2例の中間であるといえよう。
現在、管理委託を行っている公営バス事業者は次のとおりである。（事業者名、管理委託開始年月日、委託先事業者名）
- 青森市企業局交通部、2004年7月1日、弘南バス　岩手県北自動車
- 仙台市交通局、2006年4月1日、ジェイアールバス東北・宮城交通
- 東京都交通局、2003年4月1日、はとバス
- 横浜市交通局、2008年2月9日、横浜交通開発
- 川崎市交通局、2007年4月1日、川崎鶴見臨港バス・神奈川中央交通東
- 名古屋市交通局、2007年4月1日、名鉄バス・三重交通
- 京都市交通局、2000年3月25日、阪急バス・京阪バス・近鉄バス・京都バス・エムケイ・西日本ジェイアールバス
- 神戸市交通局、2004年4月1日、神戸交通振興・阪急バス・神姫バス
- 長崎県交通局、2009年4月1日、長崎県央バス

### 公営バス事業からの撤退
従来から、地下鉄の開業に伴うドル箱路線喪失に対する経営保障や競合路線の整理といった形で民間への路線移管が行われたケースはあった。しかし特に2000年以降は縮小均衡を図ることが主目的に変化しており、前述の一部路線の管理委託から一歩踏み込んで、路線そのものを民間に移管して公営バス事業から全面的に撤退するケースも増えている。
しかし、受け入れる民間事業者にも路線と車両（中古なので安価）だけ譲受する場合は出費は少なくて済むものの、路線規模が大きくなると営業所用地の買取に多額の出費が伴うことや、職員（嘱託・非常勤）を積極的に採用することが必要とされるため、譲渡先の民間事業者の支出が増加してしまい、経営基盤の低い民間事業者は譲受出来なくなり、民間移管が進まなくなる。このため、移管元の自治体から補助金を受けたり、日本政策投資銀行の公営企業民営化支援融資を受けたりして、民間への移管を進めるケースもある。このほか、函館バスのように民間移管に際して自治体が民間事業者に出資する例、受け皿会社を設立して移管する例（熊本都市バスなど）もある。
2000年以降に一部、または全部の路線で民間事業者への移管が実施されたのは以下のとおりである。
以下で※印(※印が付いていないものも含む)は移管された事業者の会社名である。
（以下、移管元事業者名：移管先事業者名）
- 札幌市交通局※：北海道中央バス、じょうてつ、ジェイ・アール北海道バス
- 苫小牧市交通部※：道南バス
- 函館市交通局※：函館バス
- 青森市企業局交通部：下北交通
- 八戸市交通部：南部バス
- 秋田市交通局※：秋田中央交通
- 仙台市交通局：宮城交通（ただし、今後は当面は路線移管を行わないことで合意）
- 川崎市交通局：東急バス、川崎鶴見臨港バス
- 横浜市交通局：神奈川中央交通、東急バス、京浜急行バスグループ、臨港グリーンバス→川崎鶴見臨港バス、フジエクスプレス
- 岐阜市交通事業部※：岐阜乗合自動車
- 大阪市交通局※：大阪シティバス、南海バス
- 神戸市交通局：神姫バス、阪急バス
- 尼崎市交通局※：阪神バス、尼崎交通事業振興
- 明石市交通部※：神姫バス、山陽バス
- 姫路市企業局交通事業部※：神姫バス
- 倉敷市交通局※：両備バス(一部の路線は下電バスを含む)
- 徳島市交通局：徳島バス
- 鳴門市企業局運輸事業課※：徳島バス、鳴門第一タクシー
- 小松島市運輸部※：徳島バス
- 三原市交通局※：中国バス、鞆鉄道、芸陽バス
- 呉市交通局※：江田島バス、広島電鉄
- 北九州市交通局：西鉄バス北九州（高速バスのみ）
- 荒尾市交通局※：熊北産交→産交バス
- 熊本市交通局※：九州産交バス、熊本電気鉄道、熊本バス、熊本都市バス
- 長崎県交通局：島原鉄道
- 佐世保市交通局※：西肥自動車、させぼバス
- 鹿児島市交通局：南国交通、鹿児島交通

このうち、札幌市、苫小牧市、函館市、秋田市、岐阜市、大阪市、尼崎市、明石市、姫路市、三原市、呉市、鳴門市、小松島市、熊本市、荒尾市、佐世保市は全路線の移管が実施された（※印の事業者）。
町村営については従来から80条バス化のケースがあったほか、「平成の大合併」の影響を受けて事業主体が変更されるケースが発生している。
「平成の大合併」により合併後の自治体に事業が引き継がれたのは以下の事業者である。ただし、移管後にコミュニティバスバスや民間事業者に移管されたケースも少なくない。
- 黒川村 →現：胎内市、後に廃止。
- 芦安村 →現：南アルプス市
- 長谷村 →現：伊那市
- 鷹島町 →現：松浦市、後に民間事業者（昭和自動車）のバス路線と乗合タクシーで代替。
- 下甑村 →現：薩摩川内市、後にコミュニティバス形態（南国交通に運行委託）に移管。
- 上甑バス企業団 →現：薩摩川内市、後にコミュニティバス形態（南国交通に運行委託）に移管。
- 桜島町 →現：鹿児島市

一方、合併協議の中で廃止が決定したケースもあり、これは以下の事業者である。
- 中島町 →現：松山市、合併前に民間の石崎汽船と町民出資による中島汽船を設立、船舶事業とともに同社に移管。
- 伊王島町 →現：長崎市、合併前にコミュニティバス形態（長崎バスに運行委託）に移管。

### 現存する公営バス事業者
2023年4月1日現在、下記の自治体で公営バスが運行されている。（括弧内は管轄部局名称）

#### 都道府県
- 東京都 （東京都交通局）→都営バス参照
- 長崎県 （長崎県交通局）

東京市と東京府が合併した東京都の場合、主に旧東京市域の市内路線を運行している。これに対し観光輸送を目的に設立した長崎県は県内外の中長距離路線を多数保有（本州方面への路線を運行していたこともあった）し、貸切バス事業の規模も大きく（県下最大　福岡県にも営業所を設置）するなど性格は大きく異なる。

#### 政令指定都市
- 仙台市 （仙台市交通局）→仙台市営バス参照
- 川崎市 （川崎市交通局）
- 横浜市 （横浜市交通局）→横浜市営バス参照
- 名古屋市 （名古屋市交通局）→名古屋市営バス参照
- 京都市 （京都市交通局）→京都市営バス参照
- 神戸市 （神戸市交通局）→神戸市バス参照
- 北九州市 （北九州市交通局） - 旧：若松市交通局

#### 政令指定都市以外の市
交通専門の部局が存在する（した）ものに限る
- 青森県青森市 （青森市企業局交通部）
- 青森県八戸市 （八戸市交通部）
- 大阪府高槻市 （高槻市交通部）
- 兵庫県伊丹市 （伊丹市交通局）
- 島根県松江市 （松江市交通局）
- 山口県宇部市 （宇部市交通局）
- 徳島県徳島市 （徳島市交通局）
- 佐賀県佐賀市 （佐賀市交通局）
- 鹿児島県鹿児島市 （鹿児島市交通局）

#### 町村、企業団、上記以外の市
- 東京都八丈町 （八丈町企業課運輸係）→八丈町営バス参照
- 東京都三宅村 （三宅村企業課企業係）→三宅村営バス参照
- 山梨県南アルプス市 （南アルプス市企業局）→南アルプス市営バス - 旧：中巨摩郡芦安村
- 長野県伊那市 （伊那市南アルプス林道管理室）→伊那市営南アルプス林道バス - 旧：上伊那郡長谷村
  - 南アルプス市、伊那市は登山者の輸送が主な目的であり他の公営交通と設立意図が異なる。
- 鹿児島県沖永良部バス企業団 - 大島郡和泊町・知名町による一部事務組合
  - 2007年3月末までは通常の公営バスとして運行されていたが、2007年4月より廃止代替バスとして自治体から受託運行

### 消滅した事業者
下記はバス事業を廃止、もしくは地方公共団体自体の解散により消滅した公営バス事業者の一覧。（括弧内は廃止時の部局名）
ただし下記に示す地方公共団体でも地方公営企業以外の市町村営バス（コミュニティバス・自家用有償旅客運送・廃止代替バス）を運行している例はあるが、これは目的や法律上の位置づけが異なるため、公営バスとしては扱われない。 

#### 移管

##### 民間への移管
- 北海道札幌市 （札幌市交通局 2004年3月31日限りで廃止）
  - 2000年より縮小、当初は一部存続の予定であったが後に全面廃止に方針転換。
  - 路線バスは北海道旅客鉄道→ジェイ・アール北海道バス（2000・2003年）、じょうてつ（2000・2003年）、北海道中央バス（2000年・2001年・2004年）に移管
- 北海道函館市 （函館市交通局 2003年3月31日限りで廃止）
  - 2001年より縮小、路線は函館バスに移管。
- 北海道苫小牧市 （苫小牧市交通部 2012年3月31日限りで廃止）
  - 路線は道南バスに移管。
- 秋田県秋田市 （秋田市交通局 2006年3月31日限りで廃止）
  - 2000年より縮小、路線は秋田中央交通に移管。
- 茨城県笠間市 （笠間市市営自動車部 1965年11月12日限りで廃止）
  - 路線は東武鉄道と関東鉄道、貸切は関東鉄道に移管。
- 静岡県浜松市（浜松市交通部 1986年11月30日限りで廃止）
  - 路線は遠州鉄道に移管
- 岐阜県岐阜市 （岐阜市交通事業部 2005年3月31日限りで廃止）
  - 2003年より縮小、路線は岐阜乗合自動車に移管
- 兵庫県尼崎市 （尼崎市交通局 2016年3月19日限りで廃止）
  - 路線は阪神バスと尼崎交通事業振興に移管
- 兵庫県明石市 （明石市交通部 2012年3月16日限りで廃止）
  - 2006年より縮小、路線は神姫バスと山陽バスに移管
- 兵庫県姫路市 （姫路市企業局交通事業部 2010年3月26日限りで廃止）
  - 2009年より縮小、路線は神姫バスに移管
- 島根県出雲市 （出雲市自動車部 1968年3月31日限りで廃止）
  - 路線は一畑電気鉄道（現一畑バス）に移管したが、一部路線を出雲市に再度移管（民間委託）
- 岡山県倉敷市 （倉敷市交通局 1989年3月31日限りで廃止）
  - 路線は下津井電鉄・両備バス（現両備ホールディングス）に移管。
- 広島県三原市 （三原市交通局 2008年3月31日限りで廃止）
  - 2007年より縮小、路線は芸陽バス、鞆鉄道、中国バスに移管。
- 広島県呉市 （呉市交通局 2012年3月31日限りで廃止）
  - 2008年より縮小、路線は広島電鉄などに移管。
- 山口県山口市 （山口市交通局 1999年3月31日限りで廃止）
  - 路線は防長交通に移管。
- 愛媛県新居浜市 （新居浜市公営企業局交通課 1965年9月30日限りで廃止）
  - 路線は瀬戸内運輸に移管。
- 徳島県鳴門市 （鳴門市企業局運輸事業課 2013年3月31日限りで廃止）
  - 2009年より縮小、路線は徳島バスなどに移管。
- 徳島県小松島市 （小松島市運輸部 2015年3月31日限りで廃止）
  - 2012年より縮小、路線は徳島バスに移管。
- 熊本県熊本市 （熊本市交通局 2015年3月31日限りで廃止）
  - 2004年より縮小、熊本都市バスなどに移管。
- 熊本県荒尾市 （荒尾市交通局 2005年3月31日限りで廃止）
  - 2004年より縮小、九州産業交通系列の熊北産交→産交バスに移管。
- 長崎県佐世保市 （佐世保市交通局 2019年3月31日限りで廃止）
  - 路線は西肥自動車、させぼバスに移管。
- 長崎県松浦市 （松浦市交通課 2014年4月30日限りで休止） - 旧：鷹島町交通課
  - 路線は昭和自動車および予約制乗合タクシーが代替。
- 長崎県西彼杵郡伊王島町 （2004年9月30日限りで廃止）
  - 路線は長崎バスに移管（運行委託）。なお伊王島町は2005年1月4日に長崎市に編入。
- 鹿児島県薩摩川内市 （薩摩川内市上甑バス事業所・薩摩川内市下甑バス事業所 2012年3月31日限りで廃止） - 旧：下甑村および上甑島バス企業団
  - 路線は南国交通に運行委託する薩摩川内市甑島コミュニティバスに転換。

##### 私企業への移行
- 大阪府大阪市（大阪市交通局 2018年3月31日限りで廃止）
  - バス事業は大阪シティバスへ移行。
- 広島県尾道市 （尾道市交通局 2008年3月31日限りで廃止）
  - 新規設立のおのみちバスに移行。
- 山口県岩国市 （岩国市交通局 2015年3月31日限りで廃止）
  - 新規設立のいわくにバスに移行。
- 愛媛県温泉郡中島町 （中島町運輸課 2004年10月31日限りで廃止）
  - 船舶事業とともに新規設立の中島汽船に移行。なお中島町は2005年4月1日に松山市に編入。

##### 80条バスへの転換
- 富山県婦負郡八尾町（八尾町は2005年4月1日に他6町村と合併し富山市に）
- 富山県上新川郡大山町（大山町は2005年4月1日に他6町村と合併し富山市に）
- 富山県東砺波郡利賀村（利賀村は2004年11月1日に他7町村と合併し南砺市に）
- 愛媛県越智郡岩城村（岩城村は2004年10月1日に他2町村と合併し上島町に）
- 愛媛県越智郡弓削町（1999年4月 廃止 弓削町は2004年10月1日に他2町村と合併し上島町に）

##### 戦時統合
- 愛媛県今治市 （今治市営バス 1942年6月30日限りで廃止）
  - 戦前の1931年から1942年まで運行、戦時統合により瀬戸内運輸へ事業統合され廃止[1][2][3]。

##### 米軍統治下の沖縄
- 沖縄本島（在日米軍 1950年3月31日限りで廃止）
  - 在日米軍による公営バス事業は、1950年に民間企業である沖縄バスに引き継がれた。
- 沖縄県首里市（首里市営バス 1951年限りで廃止）
  - 米軍の指示により1951年頃、民間企業であった首里バスに引き継がれた。その後、首里バスは1974年に那覇交通（現：那覇バス）に吸収され消滅（なお、首里市は1954年9月1日に那覇市に編入されている）。

#### 消滅
- 新潟県胎内市 （2007年3月25日限りで廃止） - 旧：黒川村
  - 貸切免許による運行。登山者の輸送が主目的であった。

#### 再編

##### 市町村合併
- 新潟県北蒲原郡黒川村
  - 2005年9月1日、黒川村が他1町との合併で胎内市が発足したため。
  - 上述の通り、胎内市による運営に移管後、2007年3月25日限りで廃止。
- 福岡県若松市 （若松市交通局）
  - 1963年2月10日、若松市が他4市との合併で北九州市が発足したため。→北九州市交通局参照
- 山梨県中巨摩郡芦安村
  - 2003年4月1日、芦安村が他5町村との合併で南アルプス市が発足したため。
- 長野県上伊那郡長谷村
  - 2006年3月31日、長谷村が他2市町との合併で伊那市が発足したため。
- 長崎県北松浦郡鷹島町 （鷹島町交通課）
  - 2006年1月1日、鷹島町が他2市町との合併で松浦市が発足したため。→松浦市営バス参照
  - 上述の通り、松浦市交通課に移管後、昭和自動車のバス路線および予約制乗合タクシーで代替し運行休止。
- 鹿児島県薩摩郡下甑村
- 鹿児島県上甑島バス企業団 - 薩摩郡上甑村および里村による一部事務組合
  - 2004年10月12日、下甑村および上甑島の各町村が川内市などと合併し、薩摩川内市が発足したため。→薩摩川内市営バス参照
  - 上述の通り、薩摩川内市上甑バス事業所・薩摩川内市下甑バス事業所に移管後、南国交通に運行委託する薩摩川内市甑島コミュニティバスに転換。
- 鹿児島県鹿児島郡桜島町
  - 2004年11月1日、桜島町が鹿児島市に編入されたため。バス事業は鹿児島市交通局に編入。なお、桜島町の船舶事業は別組織の鹿児島市船舶局に移管。

### 公営バスが消滅した都道府県
- 北海道
- 秋田県
- 茨城県
- 岐阜県
- 静岡県
- 岡山県
- 広島県
- 愛媛県
- 熊本県

### 当初より公営バスが存在しない都道府県（参考）
- 岩手県
- 山形県
- 福島県
- 栃木県
- 群馬県
- 埼玉県
- 千葉県
- 石川県
- 福井県
- 三重県
- 滋賀県
- 奈良県
- 和歌山県
- 鳥取県
- 香川県
- 高知県
- 大分県
- 宮崎県

## 欧州の公営バス

### フランス
フランスには3万以上の「コミューン」と呼ばれる基礎自治体が存在するが、その約9割が2,000人以下の規模であるなど、交通など広域の行政事務を担うには規模や非効率性の問題が存在するといわれている。そのため、コミューン共同体や都市圏共同体、大都市共同体、混成事務組合など広域行政組織制度がある。多くの広域行政組織は都市交通圏（Périmètrede Transport Urbain: PTU）の母体となっており都市圏交通局が設けられている。
フランスの都市交通では上下分離の原則がとられ、「下」の部分のインフラ設備や車両の調達・維持管理は都市圏交通局が行い、「上」の部分の運営は都市圏交通局が直接行うこともあるが、多くの場合は都市圏交通局が選定した民間企業に委託されている。2010年時点のフランスにおける都市交通の運営事業者は民営企業が75.9%、公共部門が資本の半分以上の第三セクターが12.8%、公営が11.2%である。

### イギリス
イングランドでは1985年交通法で国有バス会社の分割・売却・民営化及び地方自治体所有会社への移譲などが進められ、ロンドン以外の地域においてバス路線の運行が免許制から登録制に変更され、バス事業者の路線への参入・撤退が自由化された。